# Hans Wendland

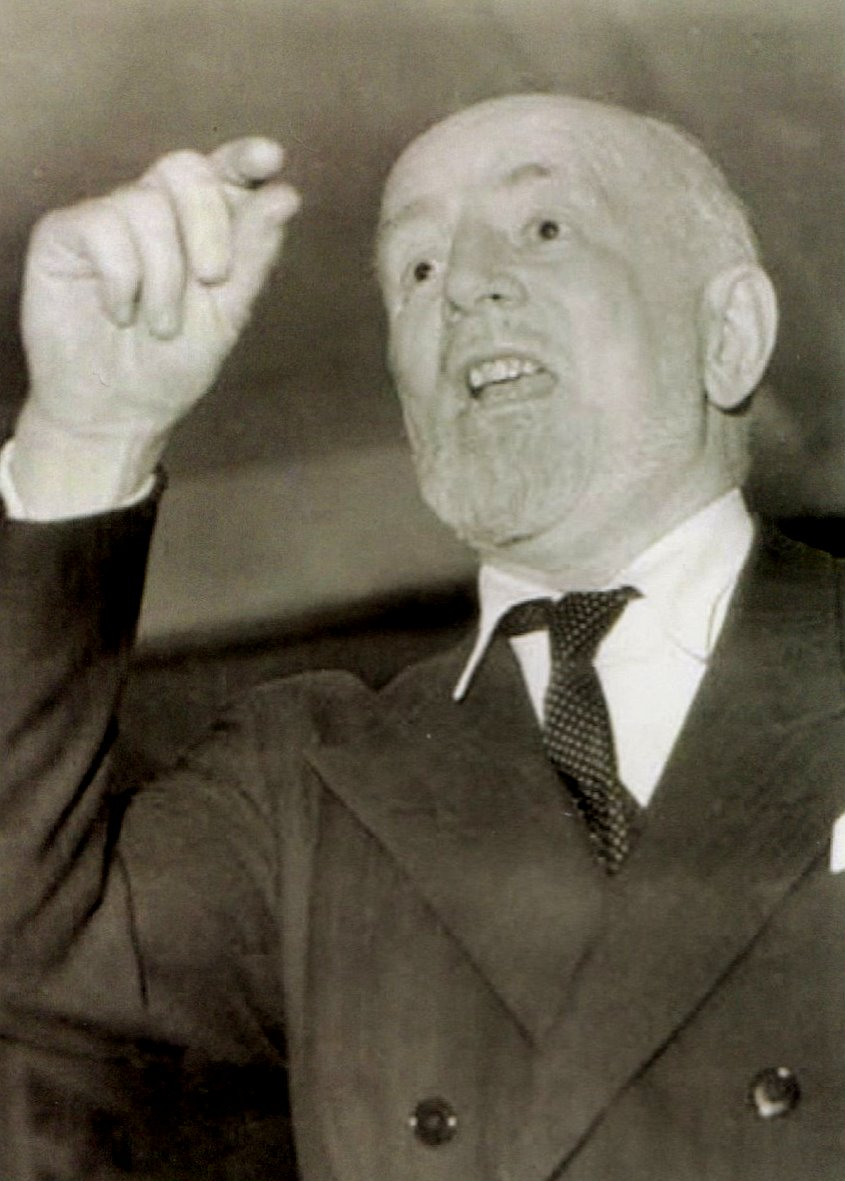
Hans Wendland (1950)

Hans Adolf Wendland (* 28. Dezember 1880 in Neuruppin; † um 1965) war ein deutscher Kunsthistoriker und Kunsthändler. Er spielte während des Zweiten Weltkrieges eine wichtige Rolle im illegalen Kunstmarkt in der Schweiz.

## Leben
Hans Wendland, Sohn des Regierungsbaumeisters Adolf Wendland († 1904) wuchs mit sieben Geschwistern auf. Er besuchte das Gymnasium zum Grauen Kloster in Berlin und studierte ab 1901 Kunstgeschichte an der Universität Berlin und wurde nach nur sieben Semestern 1905 mit einer Arbeit über den Kupferstecher Martin Schongauer bei Heinrich Wölfflin promoviert. Nach der Promotion wurde er als Volontär an der islamischen Abteilung des Kaiser-Friedrich-Museum angestellt, wurde jedoch nach einem Streit mit seinem Vorgesetzten Wilhelm von Bode 1906 entlassen. Dieser bezichtigte ihn des Diebstahls von persischen Objekten, die aus Ausgrabungen unter Wendlands Leitung stammten, die er angeblich nach Budapest verkauft haben soll. Danach begann er sich als Kunsthändler zu betätigen. 1907/08 hielt er sich in Spanien auf, zeitweise zusammen mit Walter Gropius, wo er spanische Keramik für Karl Ernst Osthaus erwarb. Im Juli 1908 begutachtete er in der Islamischen Abteilung in Berlin mit Friedrich Sarre und Wilhelm von Bode Fliesen. In Köln ersteigerte er 1910 einen frühen Rubens für 80 Mark, den er gewinnbringend weiterverkaufen konnte. 1912 übersiedelte er nach Paris, kam jedoch mit Ausbruch des Ersten Weltkrieges zurück nach Deutschland, seine Sammlung in Paris wurde beschlagnahmt und 1922 versteigert. Er wurde verwundet und verbrachte den Rest des Krieges als Leutnant in Berlin. 1918 ging er als Attaché bzw. Kunstsachverständiger an die deutsche Botschaft in Moskau und kaufte günstig Kunst von Menschen auf der Flucht und auf dem Weg in das Exil.

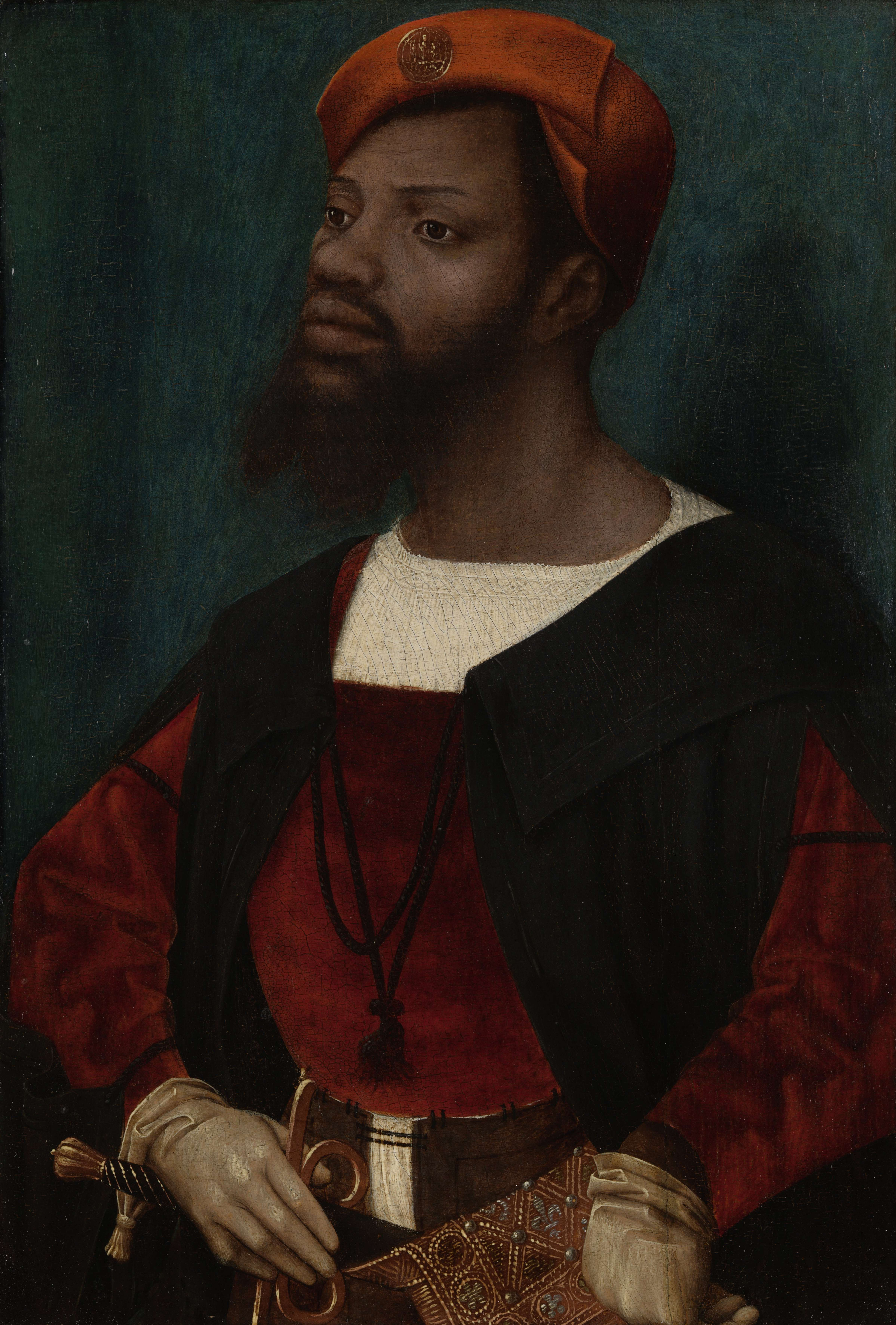
Jan Mostaert: Porträt eines afrikanischen Mannes (um 1924 von Hans Wendland gehandelt)

Vom Erlös seines Handels zog er 1920 in die Schweiz nach Basel, 1926 erstand er ein Anwesen in der Nähe von Lugano, gab jedoch nie die deutsche Staatsbürgerschaft auf. Er reiste zum An- und Verkauf häufig nach Paris und Berlin. 1931 musste in Folge der Wirtschaftskrise seine Kunstsammlung versteigert werden. Sie umfasste Graphiken, Möbel, Bildwerke, Bronzestatuetten, Geräte aus Bronze, Silber, Keramik, ostasiatische Kunstwerke, Textilien und Teppiche. Sein damals zwölfjähriger Neffe, der spätere Maler Gunther Gerzso Wendland, erinnerte sich später an die Kunstsammlung.
Wendland ließ sich 1933 in Paris nieder, heiratete 1937 zum zweiten Mal und ging 1939, kurz vor Kriegsbeginn, zurück in die Schweiz. Er spielte während des Zweiten Weltkrieges eine Hauptrolle bei Geschäften mit geraubten Kunstwerken in Frankreich, Deutschland und der Schweiz. Er vermittelte als Haupteinkaufsagent zwischen Walter Andreas Hofer, dem Direktor der Kunstsammlung von Hermann Göring, und dem ihm befreundeten Schweizer Händler Theodor Fischer, der nicht allzu offen beim Handel mit Raubkunst in Erscheinung treten wollte, aber doch Ankäufen durch den Zürcher Industriellen Emil Georg Bührle den Weg ebnete.
Während der deutschen Besatzungszeit hielt er sich regelmäßig in Paris auf und handelte mit Kunstwerken, die vom Einsatzstab Reichsleiter Rosenberg beschlagnahmt worden waren. Als Kunstexperte pflegte er den Kontakt zu Kollegen wie Karl Haberstock, Wolfgang Gurlitt, Bruno Lohse, Gustav Rochlitz, Allen und Manon Loebl, Paul Pétridès, Victor Mandl und Adolf Wüster und verkaufte nie selbst an Privatkunden. Die teils spekulativen Tausch- und Beteiligungsgeschäfte zogen sich über Jahre hin und erreichten ein solches Ausmaß, dass das FBI Anfang der 1940er Jahre wegen Verstoß gegen die Neutralität und Spionage ermittelte.
Wendland erhielt im November 1942 einen mit Raubkunst ordentlich an der Grenze abgefertigten Eisenbahnwaggon aus Paris, dessen Ladung er zur Beschaffung von Auslandsdevisen für das Reich verkaufte. Wendland wohnte in Luzern, seine Tätigkeit wurde von der Schweizer Regierung überwacht. Er arbeitete eng mit der deutschen Botschaft in Bern und mit Hofer in Berlin zusammen. 1943 zog er in die Villa Bois d’Avault in Versoix (Kanton Genf).
Nach Kriegsende übersiedelte er nach Rom, wurde am 25. Juli 1946 dort verhaftet und zu Verhören durch die amerikanischen Kunstschutzbehörde nach Deutschland gebracht, anschließend der französischen Justiz überstellt und im Februar 1950 von einem Gericht in Paris freigesprochen. Danach lebte er weiter in Paris, ein Versuch, sich in Basel niederzulassen, erhielt jedoch keine Einreisebewilligung. Sein Vermögen wurde 1955 in der Schweiz von der Sperre befreit. Sein genaues Todesdatum und -ort sind unbekannt.

## Veröffentlichungen
- Martin Schongauer als Kupferstecher. Edmund Meyer, Berlin 1907. (Dissertation, Digitalisat).[10]
- Über neue Bildwerke. Mit einer Abhandlung über den Begriff des Schönen als Kunsturteil. Bard, Berlin 1907.
- Konrad Witz. Gemäldestudien. Schwabe, Basel 1924.[11]
- Der deutsche Kunsthändler. In: Kunst und Künstler. Illustrierte Monatsschrift für bildende Kunst und Kunstgewerbe Jg. 28, Heft 5, 1930, S. 179–188 ((Digitalisat).
- Marzell von Nemes †. In: Kunst und Künstler. Illustrierte Monatsschrift für bildende Kunst und Kunstgewerbe Jg. 29, Heft 3, 1931, S. 118–120 (Digitalisat)).